# Тогиай, Томми
Томми Тогиай (англ. Tommy Togiai; 19 сентября 1999, Покателло, Айдахо) — профессиональный американский футболист, выступающий на позиции тэкла защиты в клубе НФЛ «Кливленд Браунс». На студенческом уровне играл за команду университета штата Огайо. На драфте НФЛ 2021 года был выбран в четвёртом раунде.

## Биография
Томми Тогиай родился 19 сентября 1999 года в Покателло в штате Айдахо. Учился в старшей школе Хайленд, в составе её футбольной команды побеждал в чемпионате штата в дивизионе 5A. Трижды включался в состав сборной звёзд Айдахо, признавался игроком года в штате. На момент окончания школы занимал 52 место в рейтинге 300 лучших молодых игроков по версии ESPN.

### Любительская карьера
В январе 2018 года Тогиай поступил в университет штата Огайо, стал одним из восемнадцати новичков команды, дебютировавших в NCAA в этом сезоне. В 2019 году он принял участие в четырнадцати матчах «Бакайс», сделав 16 захватов. В сокращённом сезоне 2020 года сыграл в семи из восьми матчей, сделав 23 захвата и три сэка. Суммарно сыграл за команду в 33 матчах, семь из которых начал в стартовом составе. Отказался от возможности выступать в 2021 году, предпочтя выставить свою кандидатуру на драфт НФЛ.

#### Статистика выступлений в NCAA
| Сезон | Команда            | Игры | Захваты | Захваты | Захваты | Захваты | Захваты | Перехваты | Перехваты | Перехваты | Перехваты | Перехваты | Фамблы | Фамблы | Фамблы | Фамблы |
| Сезон | Команда            | Игры | Solo    | Ast     | Tot     | Loss    | Sk      | Int       | Yds       | Y/R       | TD        | PD        | FR     | Yds    | TD     | FF     |
| ----- | ------------------ | ---- | ------- | ------- | ------- | ------- | ------- | --------- | --------- | --------- | --------- | --------- | ------ | ------ | ------ | ------ |
| 2018  | Огайо Стейт Бакайс | 12   | 7       | 3       | 10      | 2,0     | 0,0     | 0         | 0         | 0         | 0         | 0         | 0      | 0      | 0      | 0      |
| 2019  | Огайо Стейт Бакайс | 14   | 8       | 8       | 16      | 2,0     | 0,0     | 0         | 0         | 0,0       | 0         | 1         | 0      | 0      | 0      | 0      |
| 2020  | Огайо Стейт Бакайс | 7    | 12      | 11      | 23      | 4,5     | 3,0     | 0         | 0         | 0,0       | 0         | 2         | 0      | 0      | 0      | 1      |
| Всего | Всего              | 33   | 27      | 22      | 49      | 8,5     | 3,0     | 0         | 0         | 0,0       | 0         | 3         | 0      | 0      | 0      | 1      |

### Профессиональная карьера
Перед драфтом НФЛ 2021 года аналитик сайта Bleacher Report Джастис Москеда среди сильных сторон игрока называл его работоспособность и сильные руки, отмечал его эффективность в роли оказывающего давление ноуз-тэкла в пас-раш-розыгрышах. К недостаткам Москеда относил недостаточный вес для игрока своего амплуа, склонность к риску и задержках в блоках.
На драфте Тогиай был выбран «Кливлендом» в четвёртом раунде под общим 132 номером. В мае он подписал с клубом четырёхлетний контракт на общую сумму 4,2 млн долларов. Сразу после выбора клуб рассматривал его как потенциального игрока ротации для усиления защиты против выноса, но по ходу предсезонных сборов Тогиай не показал себя готовым к этой роли. Он вошёл в состав «Браунс» на регулярный чемпионат, но дебютировал в НФЛ только в матче десятой недели. Всего он сыграл в шести матчах, сделав 16 захватов и 0,5 сэка.

#### Статистика выступлений в НФЛ

##### Регулярный чемпионат
| Сезон | Команда         | Игры | Захваты | Захваты | Захваты | Захваты | Захваты | Перехваты | Перехваты | Перехваты | Перехваты | Перехваты | Фамблы | Фамблы | Фамблы | Фамблы |
| Сезон | Команда         | Игры | Solo    | Ast     | Tot     | Loss    | Sk      | Int       | Yds       | Y/R       | TD        | PD        | FR     | Yds    | TD     | FF     |
| ----- | --------------- | ---- | ------- | ------- | ------- | ------- | ------- | --------- | --------- | --------- | --------- | --------- | ------ | ------ | ------ | ------ |
| 2021  | Кливленд Браунс | 6    | 9       | 7       | 16      | 0       | 0,5     | 0         | 0         | 0,0       | 0         | 1         | 0      | 0      | 0      | 0      |
| Всего | Всего           | 6    | 9       | 7       | 16      | 0       | 0,5     | 0         | 0         | 0,0       | 0         | 1         | 0      | 0      | 0      | 0      |